# Free Enterprise
Pour le fournisseur d'accès internet, voir Free (entreprise).
Pour plus de détails, voir Fiche technique et Distribution.
Free Enterprise est un film américain, comédie romantique, réalisé par Robert Meyer Burnett (en), sorti en 1999.
Le titre du film fait référence à l'univers de Star Trek et plus précisément au vaisseau spatial Enterprise (avec aussi la présence de William Shatner, l'interprète du capitaine Kirk). Il fait aussi un jeu de mots avec la notion de libre entreprise.

## Synopsis
Deux amis, l'un réalisateur, Robert, et l'autre scénariste et producteur, Mark, sont en pleine crise de la quarantaine tout en étant aux prises avec des soucis professionnels et une certaine inadaptation aux relations adultes. Ils sont, en effet, restés très attachés à leur vie d'adolescent, notamment à une passion dévorante pour la science-fiction. C'est ainsi qu'ils décident de se tourner vers leur plus grand héros, William Shatner, l'interprète du capitaine Kirk dans Star Trek, espérant qu'il pourra transformer leurs vies…

## Fiche technique
- Titre : Free Enterprise
- Titre original : Free Enterprise
- Réalisation : Robert Meyer Burnett (en)
- Scénario : Robert Meyer Burnett (en), Mark A. Altman
- Musique : Scott Spock (en)
- Directeur de la photographie : Charles L. Barbee
- Montage : Robert Meyer Burnett (en)
- Distribution des rôles : Linda Francis
- Décors : Laurel Hitchin
- Direction artistique : Cynthia Halligan, Brent Mason
- Costumes : Ann Gray Lambert
- Production : Mark A. Altman, Dan Bates, Allan Kaufman, Mindfire Entertainment, Triad Studios, Anchor Bay Entertainment
- Pays de production :  États-Unis
- Genre : Comédie romantique
- Durée : 113 minutes
- Public :
  - États-Unis : R - Restricted (Les mineurs (17 ans et moins) doivent être accompagnés d'un adulte)
- Dates de sortie :
  - États-Unis : 4 juin 1999
  - Canada : 8 octobre 1999

## Distribution
- Eric McCormack : Mark
- Rafer Weigel (en) : Robert
- William Shatner : lui-même, Bill
- Audie England : Claire
- Phil LaMarr : Eric
- Jonathan Slavin (en) : Dan
- Patrick Van Horn : Sean
- Lori Lively : Leila
- Holly Gagnier (en) : Laura Hafermann
- Ellie Cornell : Suzanne Crawford
- Mickey Cassidy (en) : Bully

## Récompenses et distinctions

### Récompenses
- Saturn Award 2000 :
  - Saturn Award de la meilleure édition VHS
- Festival du film de Los Angeles 1998 :
  - Meilleur nouveau réalisateur
  - Meilleur nouveau scénario
- Festival du film de Newport Beach 1999 :
  - Prix du public

### Nominations
- Saturn Award 2007 :
  - Saturn Award de la meilleure édition spéciale DVD d'un classique